# Os quadrat
L'os quadrat és part del crani de gran part dels tetràpodes, incloent-hi els amfibis, els sauròpsids, les aus i els sinàpsids primitius. En aquests animals, es connecta amb el quadratojugal i l'escatós al crani, i forma part de l'articulació mandibular (l'altra part és l'os articular, que es troba a la part posterior del maxil·lar inferior).
En les serps, l'os quadrat esdevé allargat i molt mòbil, i contribueix de manera important a la seva capacitat d'empassar-se preses molt grosses.
En els mamífers, el quadrat i l'articular han migrat a l'orella mitjana i se'ls coneix com a martell i enclusa. De fet, aquesta modificació es considera un caràcter diagnòstic dels mamífers.